# José Ángel Ferrera Nevado
José Ángel Ferrera (Talavera de la Reina, 12 de març de 1975) va ser un futbolista castellanomanxec, que jugà de defensa.

## Trajectòria
Format al club de la seua ciutat natal, el Talavera, el 1997 s'incorpora al Reial Saragossa per militar al seu filial, on romandria tres anys. En esta etapa només hi va disputar un partit a la màxima categoria amb el primer equip, la temporada 97/98.
L'estiu del 2000 deixa l'equip aragonès i fitxa pel Racing de Ferrol, de Segona. Al conjunt gallec signa una discreta primera temporada, però a la següent esdevé titular i juga 29 partits. La temporada 02/03 recala a la UD Almería, també de Segona, on milita dues temporades més.
Des del 2004, José Ángel va jugar en equips de Segona B, com la Cultural Leonesa (04/06) i, de nou, el Talavera (06).